# روبرت تشيان
روبرت تشيان (بالإنجليزية: Robert Tjian)‏ (و. 1949  م) هو عالم كيمياء حيوية، وأستاذ جامعي، وباحث أمريكي، ولد في هونغ كونغ، هو عضوٌ في الأكاديمية الوطنية للعلوم، والأكاديمية الأمريكية للفنون والعلوم.

## التعليم
تعلم في جامعة هارفارد، وتعلم في جامعة كاليفورنيا، بركلي، وتعلم في مدرسة طب هارفارد
.

## جوائز
حصل على جوائز منها:
- الجائزة الكبرى لتشارلز ليوبولد ماير  [لغات أخرى]‏ (2010)
- جائزة لويزا غروس هورويتز (1999)
- جائزة ألفرد ب. سلون الابن  [لغات أخرى]‏ (1999)[9]
- جائزة روزنستيل (1994)
- جائزة الأكاديمية الوطنية للعلوم في علم الأحياء الخلوي (1991)
- جائزة فايزر في الكيمياء التحليلية (1984)
- زمالة الأكاديمية الأمريكية للفنون والعلوم